# クラウス・ルーテ
クラウス・ルーテ（Claus Luthe 、1932年12月8日 - 2008年3月17日）は、ドイツのカーデザイナーである。
NSU・Ro80を代表に、多くのBMWやアウディの車を担当した。
ルーテは、デザイン部門からエンジニアリング部門にデザインを電子フォーマットで受け渡すというデジタル手法を採用した最初のデザイナーの1人である。

## 経歴
1932年ヴッパータールで敬虔なカトリック教徒一家の5人兄弟の次男として生まれた。
彼の父はルーテが12歳の時に東部戦線で死亡した。彼は、元来は建築家の兄と同じ道を歩みたかったが、1948年から1954年までヴュルツブルクのカロッセリー・フォル（Karosseriebauer Voll）で車両製造の実務修習生として働いた。ここで彼はバス製造への提案に取り組んだ。
実務修習生としての期間が終了すると、ルーテはドイツ・フィアットAGに就職した。ここで彼は、他の様々な仕事の合間に現地仕様の500のフロントデザインの仕事を担当した。

### NSU
しかしすぐにNSUに再就職し、ここで会社のデザイン部門を発展させる役割を果たした。
NSUでのルーテの最初の作品は2世代目のNSU・プリンツ4とNSU・ヴァンケルスパイダーだった。
プリンツは、同時代のシボレー・コルヴェアとはっきり似ていた。このプリンツのオリジナルデザインは、BMWが1959年に非常に似たデザインの新しいBMW・700を発表した時に既に完成していた。
NSU幹部はデザインの変更を決定し、アメリカから帰国したばかりのNSU経営幹部にコルヴェアのデザインを説明されたルーテは幾つかの要素をプリンツのバスタブ・デザインに取り入れた。
ドイツ経済の成長と共に、NSUは成長するミドルクラスの市場に大きな車で参入することに興味を持っていた。1962年NSUの社長ゲルト・シュティーラー・フォン・ハイデカンプ（Gerd Stieler von Heydekampf ）は、自社の革新的な新しいヴァンケル・エンジン技術を搭載した前輪駆動の中型セダンの開発を承認した。
エヴァルト・プラクスル（Ewald Praxl）が、白紙の状態から当初 車重800 kg、馬力80 hpと目されていた車の開発のチーフエンジニアに任命された。
ルーテは、ヴァルター・フレーデ（Walter Froede ）とゲオルク・ユングブルト（Georg Jungbluth ）のエンジニアリング・チームと協調して、フェリクス・ヴァンケルにより生み出されたコンパクトなヴァンケル・エンジンを利用した車のデザイン担当に任命された。
エンジニアリング・チームが4輪独立懸架、セミオートマチックトランスミッションやバネ下荷重を軽減するためのリアのインボード・ディスクブレーキ等の革新的な技術を盛り込む一方で、ルーテは大きなグラスハウスを持ったクリーンな楔形の車体をデザインした。
Ro80は今でもなお自動車デザインのマイルストーンとなっている。デザインがほぼ確定されるまで風洞実験が行われなかったにもかかわらず、当時としては特筆すべき程低い空気抵抗値0.35しかなかったのである。
最終量産モデルでは、この値は更に0.34まで下がった。
1967年に新しいRo80がフランクフルト・モーターショーで披露された時、この型破りな楔形デザインは一般受けはしなかった。
しかしながら、販売は徐々に改善して行き1969年春には生産量が日産590台まで増えていたにもかかわらず、納車待ちの顧客の名前がリストに連なっていた。
不運なことに、革新的なヴァンケル・エンジンに発生した初期生産エンジンにおけるローターシールの著しい磨耗による損傷はNSUに財政的な危機をもたらした。
1977年の最終的な生産終了までに37,204台のRo80が生産された。しかしこの時には既に会社自体は、フォルクスワーゲン傘下のアウディの一部分となっていた。
K70は、元々ルーテの手によってプリンツとRo80の隙間を埋めるモデルNSU・K70として生み出されたが、フォルクスワーゲンのNSU買収の結果ルーテのオリジナルデザインに変更を加えてフォルクスワーゲン・K70として1971年に大幅に遅れて市場に出た。

### アウディ
フォルクスワーゲンのNSU買収の後は1971年から1976年までアウディで働き続けた。
アウディにおける彼の最初のプロジェクトはアウディ・50で、初代のフォルクスワーゲン・ポロはこれを基にしていた。
端正な3ドア・ハッチバックのデザインと同様にインテリアデザインも完成させた。このダッシュボードのデザインのコンセプトは、Ro80の試作車で提案したもののNSU幹部には却下されたものに酷似していた。
ほぼ最終段階でベルトーネがデザインに関与したが、変更されたのは僅かに側面の上方に曲げられたクロームの飾りくらいだった。
アウディ・50は、フォルクスワーゲン・ゴルフのデビューの僅か3ヶ月後の1974年8月に導入された。
その後、彼は2世代目アウディ・100の内装をデザインし、2代目アウディ・80用の初期提案を作成した。しかしながらその後デザインは手が入れられ、ルーテがアウディを去った後ジョルジェット・ジウジアーロにより完成された。

### BMW
1976年、ポール・ブラックの後を継いでBMWのチーフデザイナーに就任し、BMWのスタイリングをより創造的でスタイリッシュな方向へと変え始めた。
この当時BMWはE21 3シリーズからE23 7シリーズまでフルラインの製品を取り揃えていたが、それら全てはブラックの指導の下で比較的保守的なデザインばかりだった。
それから100万ドルの予算でE12 5シリーズのフェイスリフトの仕事を受け持った。
E12の客室構造部を再利用することでフロントマスクとリアマスクと内装を新たにしつつもコスト緊縮の問題を解決した。
新しい前輪と後輪サスペンションや空調コントロールの様な重大な技術開発の成果も取り入れられ、結局は新しいモデルE28の開発プロジェクトのコストは400万ドルに達した。
しかしながら、BMW幹部はE21の改良はコスト的に価値あるものであると満足した。
次のプライオリティは、E21 3シリーズの後継車の開発だった。モデル拡充をアピールするために4ドア・バージョンが追加された。
ルーテは、後継モデルのE30ではより大きな5シリーズと区別するため低く構えたフロントと見慣れた4つ目の丸いライトは踏襲した。その一方でE28の様な滑らかな外形を作り上げた。
E30導入後、BMW社長のヘルベルト・クヴァントは、デザインチームに当時のヨーロッパの高級車のベンチマークだったメルセデス・ベンツ・W126より良い車をデザインする目標を課した。
W126はブルーノ・サッコにより描かれた非常に保守的なデザインだったが、ルーテはそれより遥かに革新的なアプローチをした。
恰好良く、流線型で楔形のボディはある点では流行を作ったRo80を思い起こさせたし、通常とは異なったL字型のテールランプなど、新しいE32はW126に対する極度のアンチテーゼであった。
ルーテの懸念にもかかわらず、BMWの経営陣は熱意を持ってデザインを承認した。
それからE36 3シリーズの監修をした。1989年のE31 8シリーズ、3代目のE34 5シリーズの監修をしつつ1990年までに彼はBMWのデザイン部門のトップに任じられた。

### 家族
ルーテは結婚し4人の子供を授かった。1990年の聖金曜日に慢性的な薬物中毒だった33歳の末息子のウルリッヒを口論の末に刺殺した件で告発された後でBMWのポストを去り、偶発的な故殺罪で33ヶ月の禁固刑を宣告されたが、刑期満了を迎える前に釈放された。 
その後BMWの外部コンサルタントとして働いた。

## 代表作

### NSU時代（ - 1971年）
- NSU・プリンツ4（1961年）
- NSU・ヴァンケルスパイダー（1964年）
- NSU・Ro80（1967年）
- フォルクスワーゲン・K70（1971年）

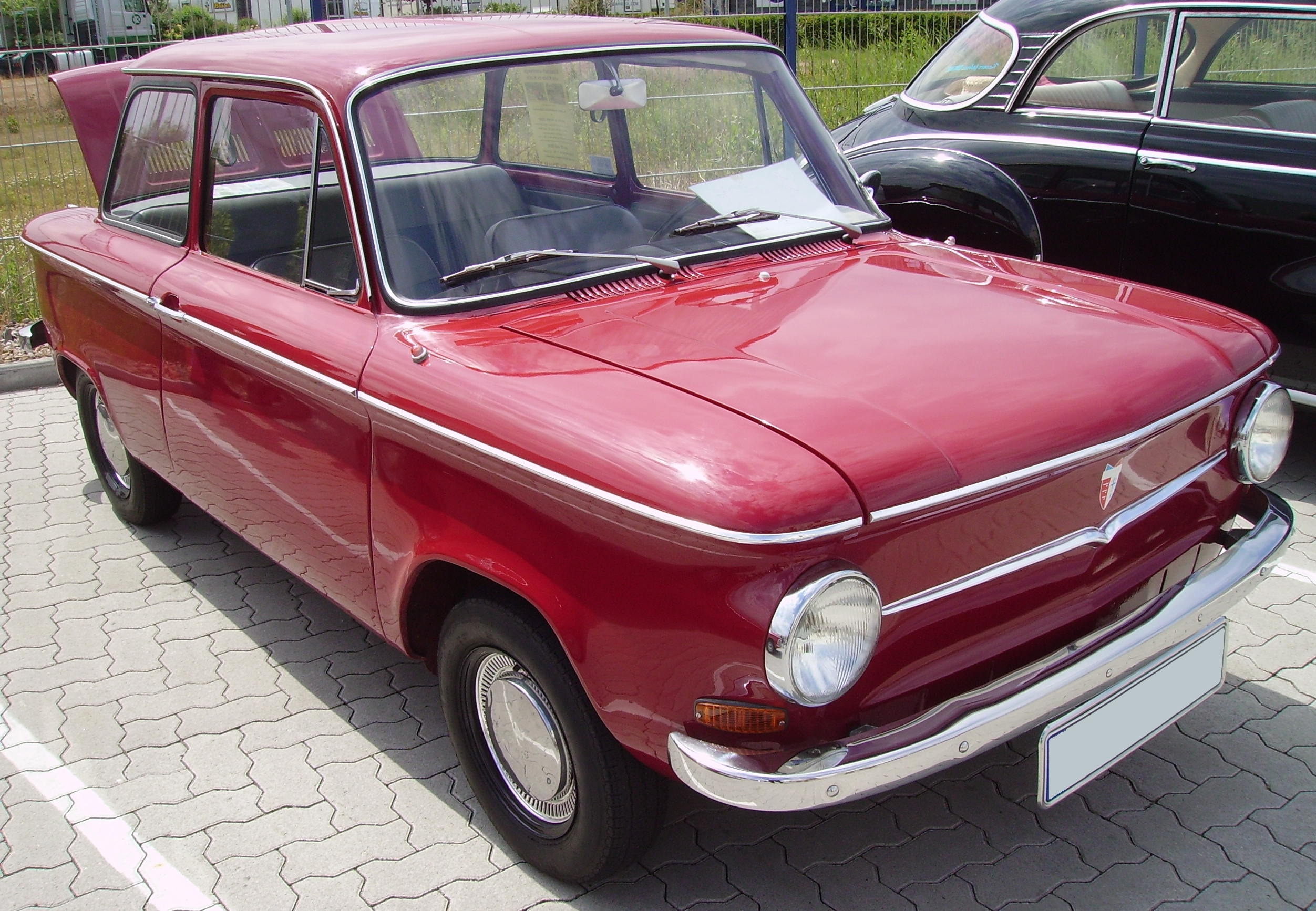
プリンツ4
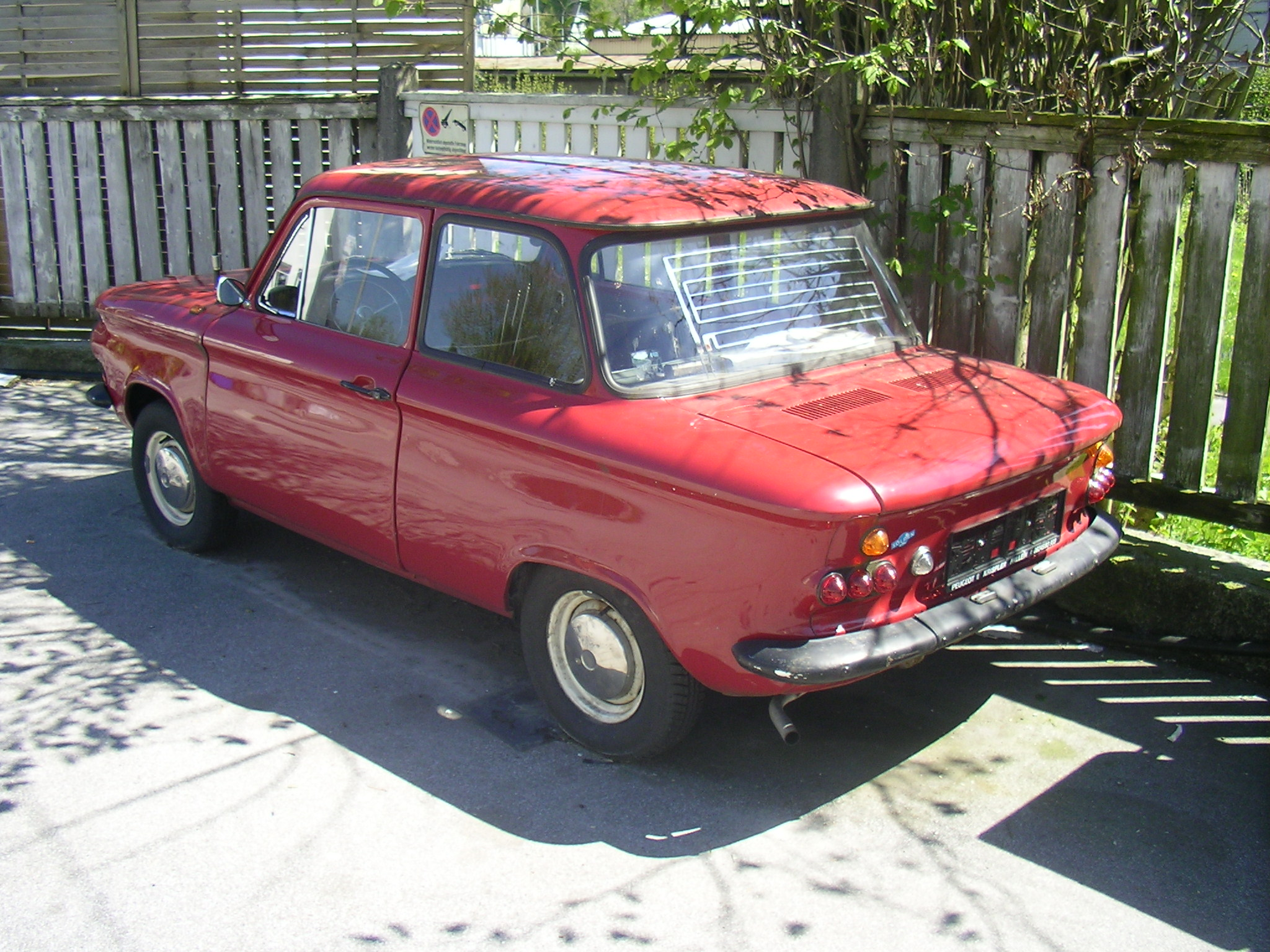
プリンツ4
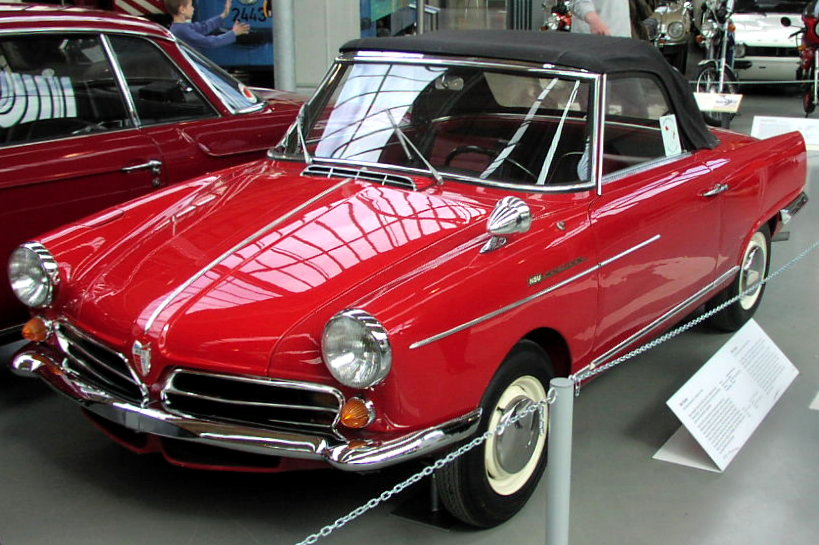
ヴァンケルスパイダー
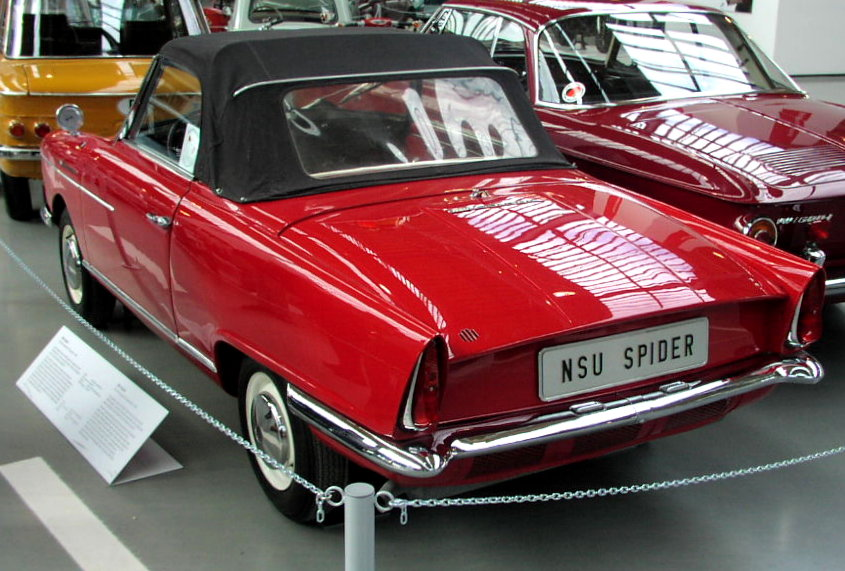
ヴァンケルスパイダー
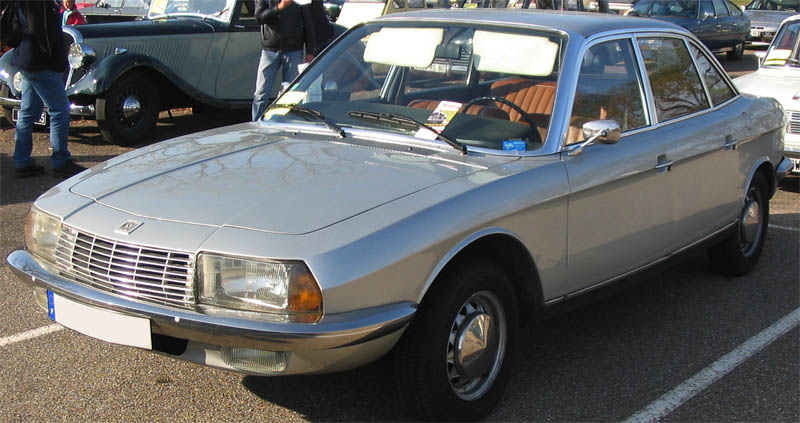
Ro80
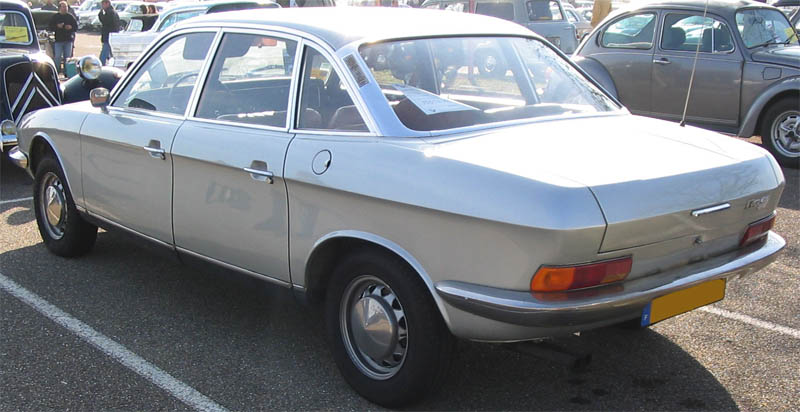
Ro80
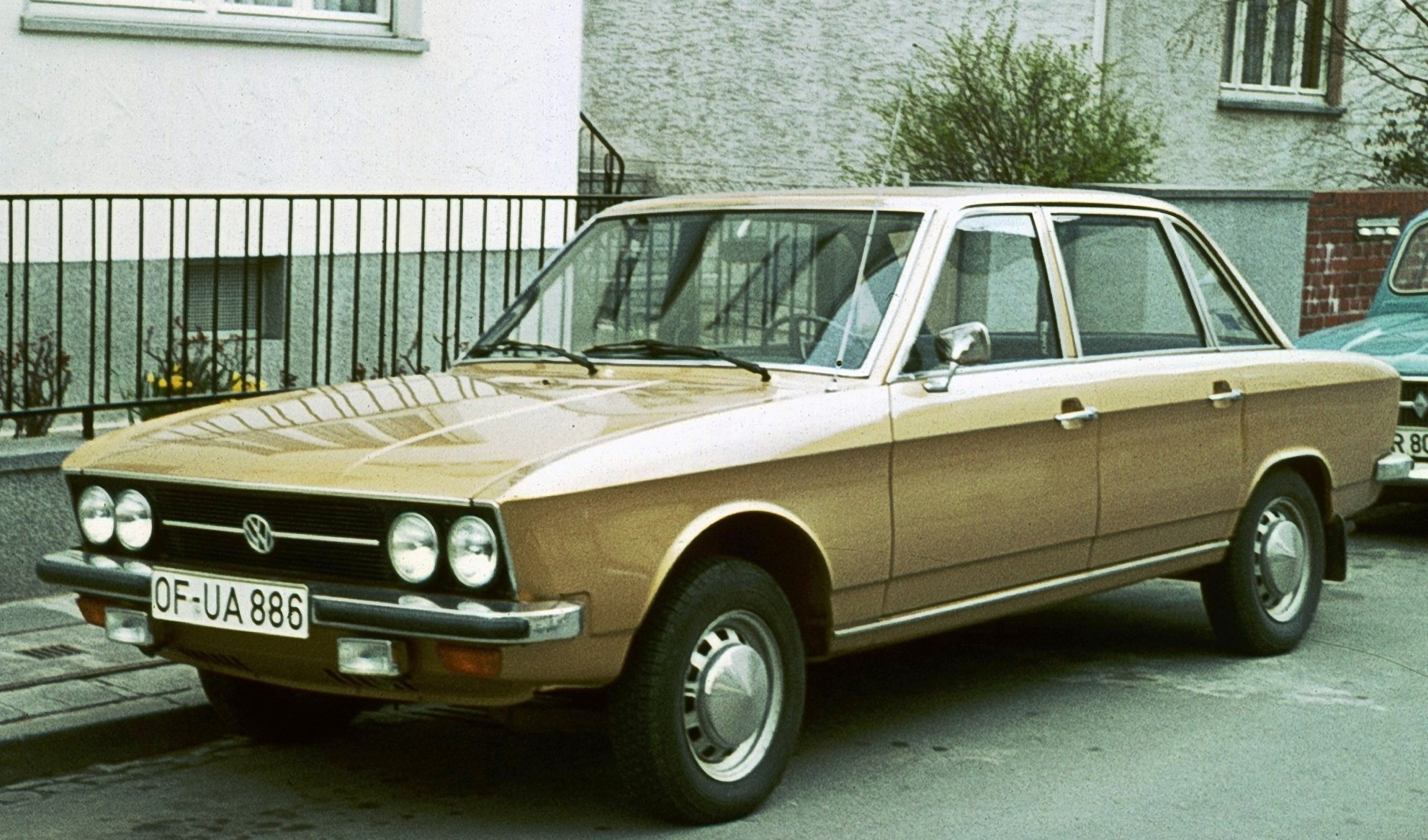
フォルクスワーゲン・K70
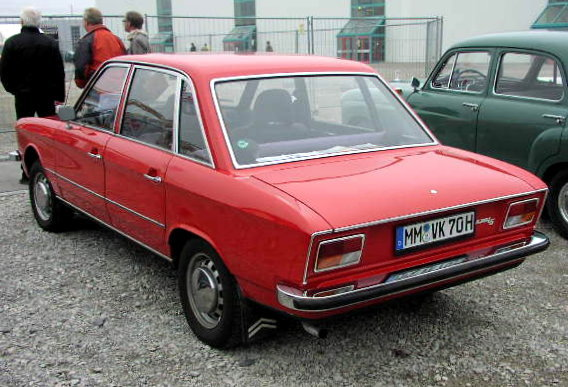
フォルクスワーゲン・K70

### アウディ時代（1971年 - 1976年）
- アウディ・50（1974年）
- アウディ・100（内装）（1976年）

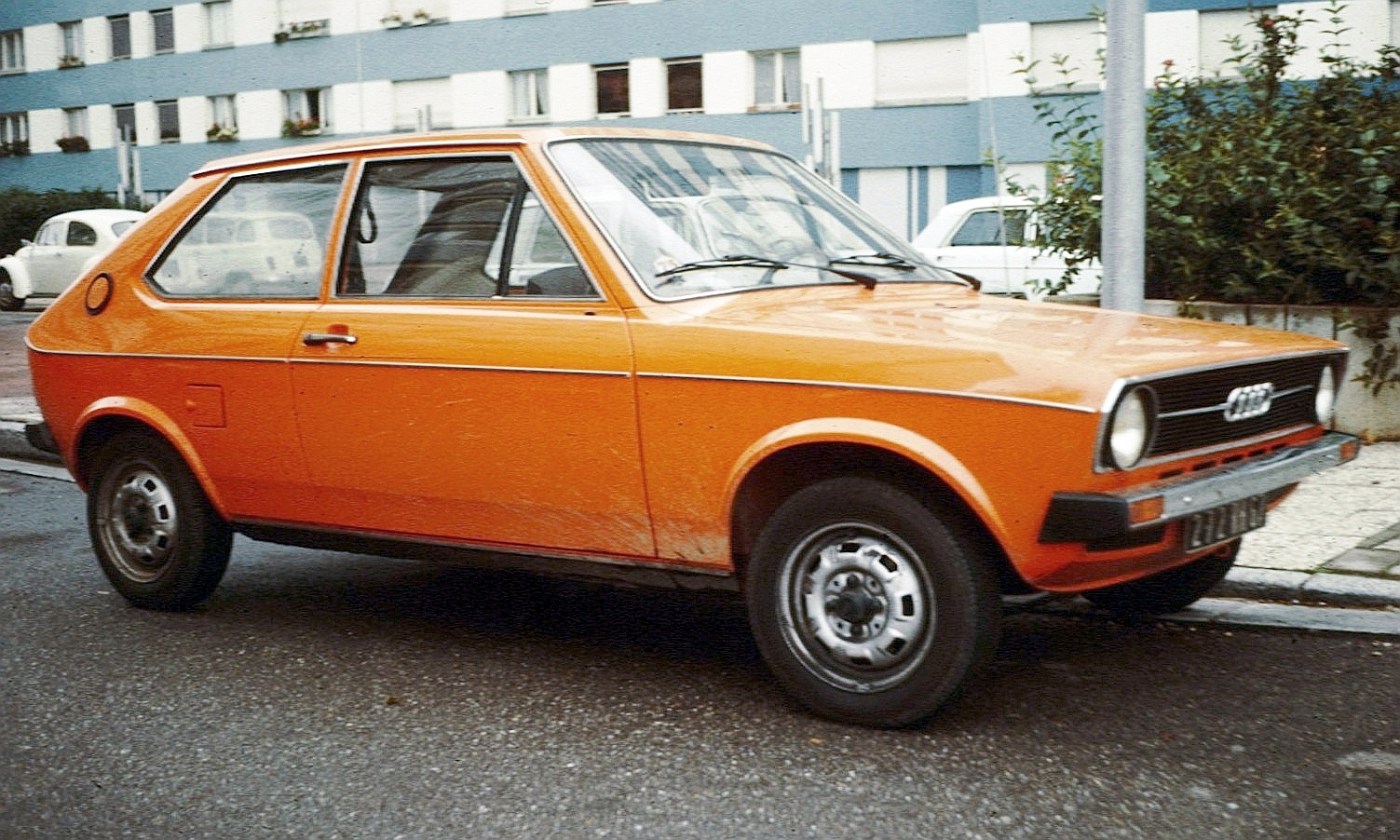
アウディ・50
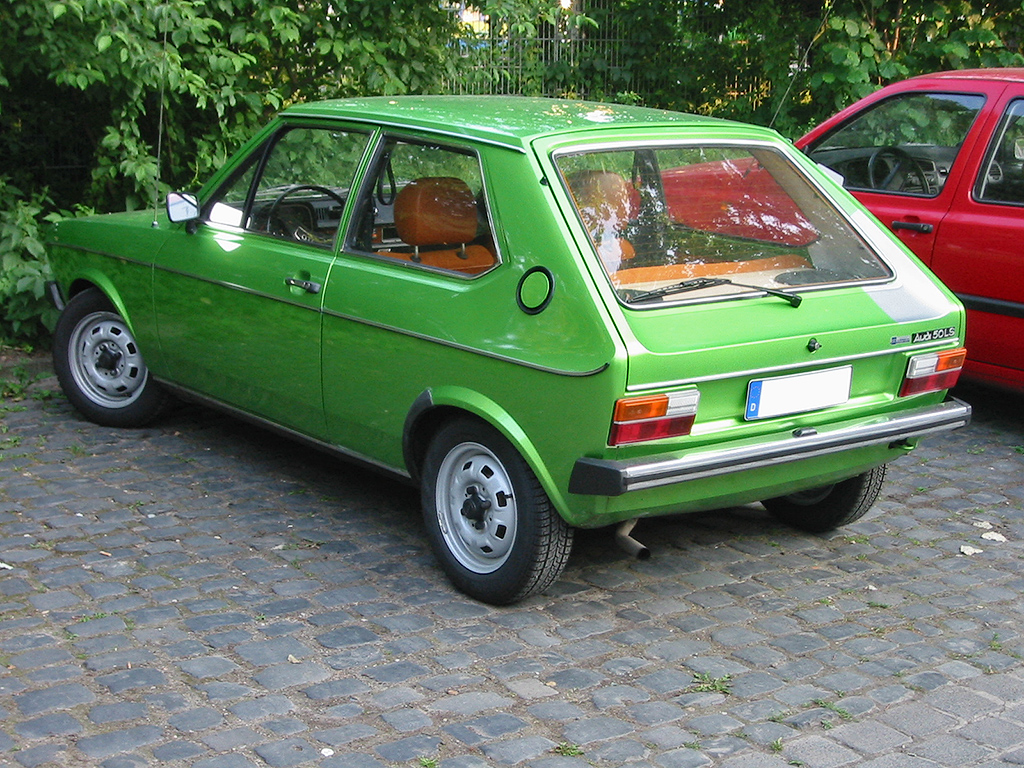
アウディ・50
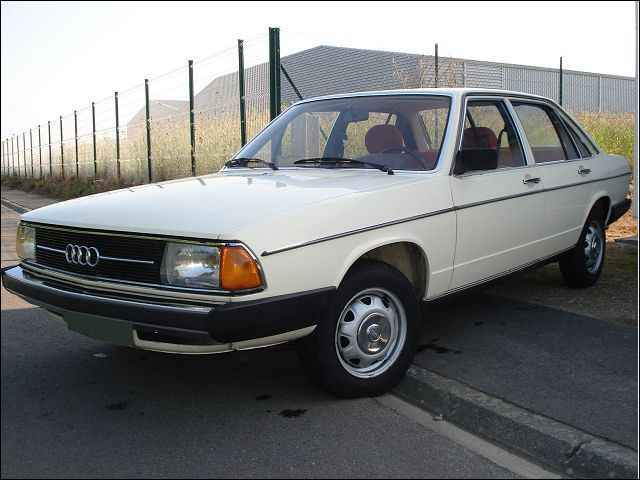
2代目 アウディ・100

### BMW時代（1976年 - 1990年）
- E28 5シリーズ（1982年）
- E30 3シリーズ（1985年）
- E32 7シリーズ（1986年）

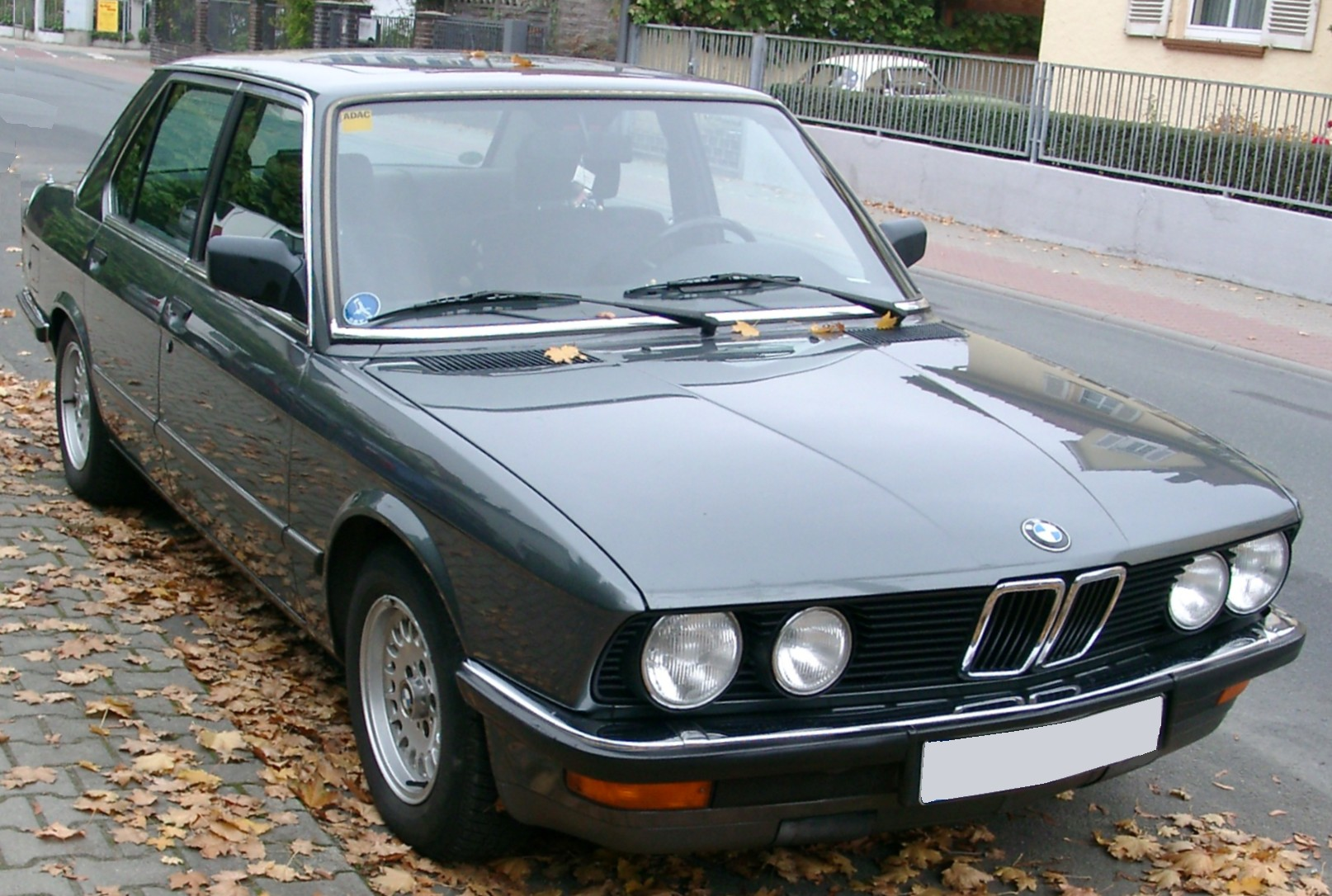
2代目 5シリーズ E28
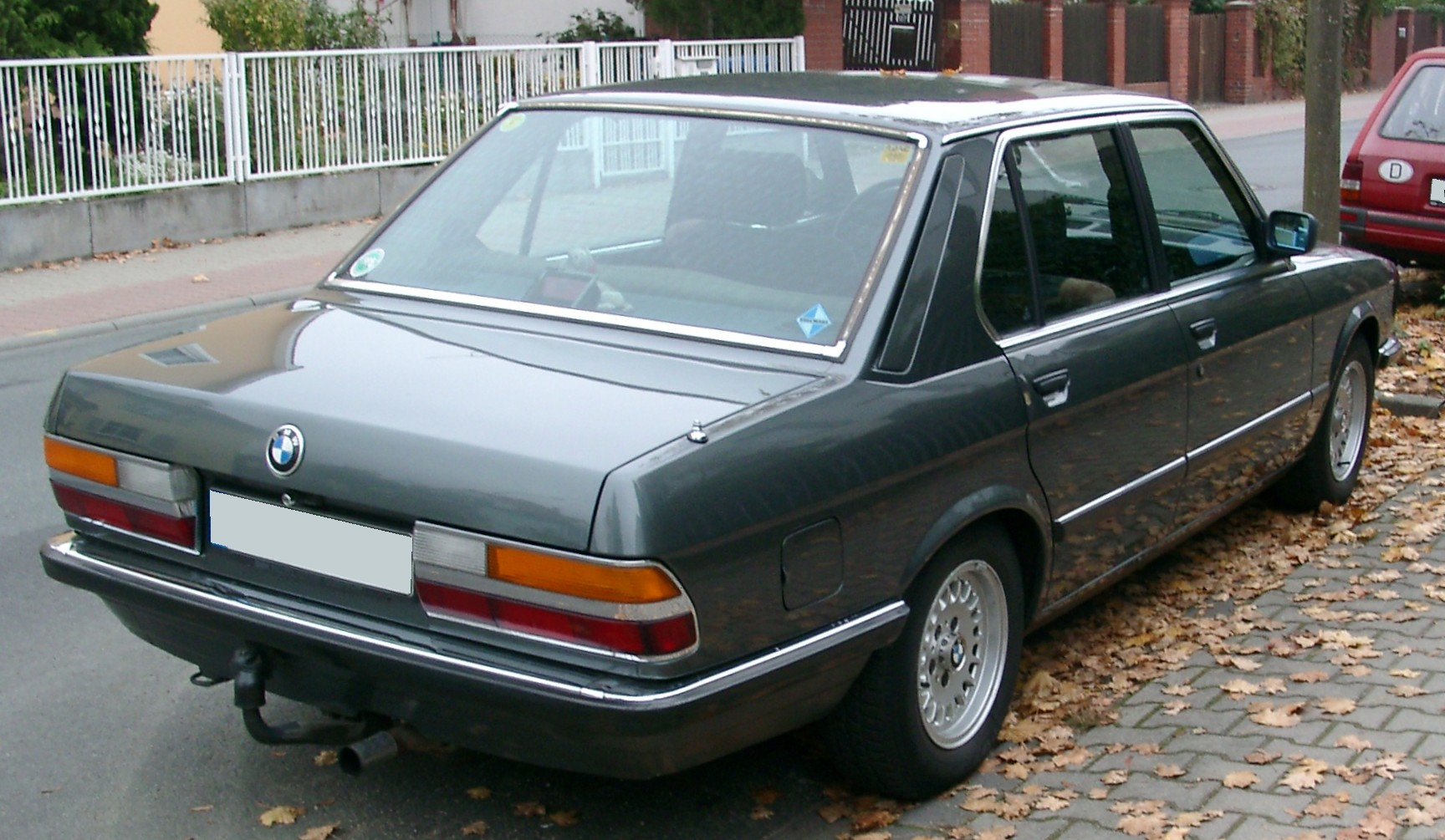
2代目 5シリーズ E28
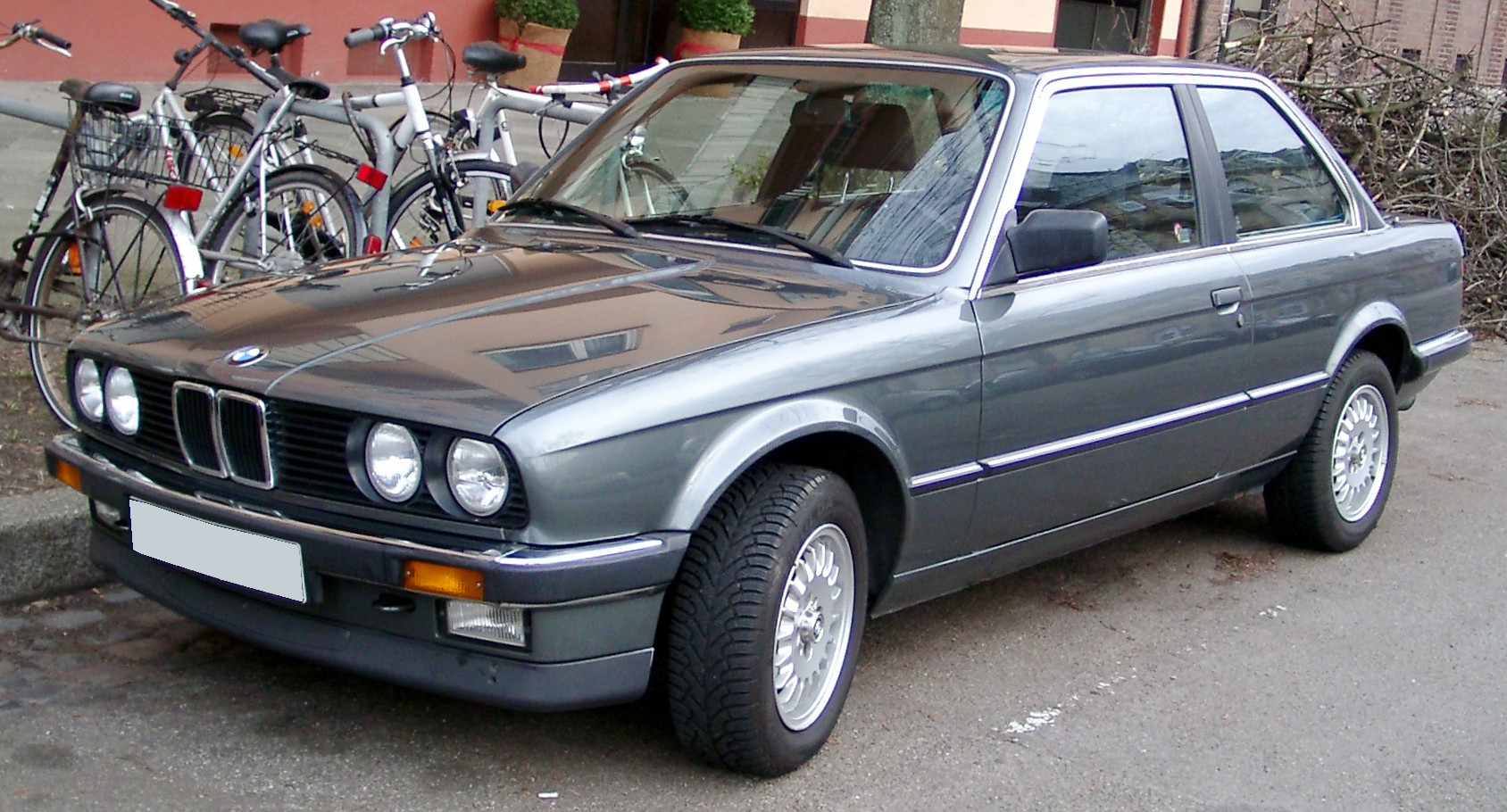
2代目 3シリーズ E30
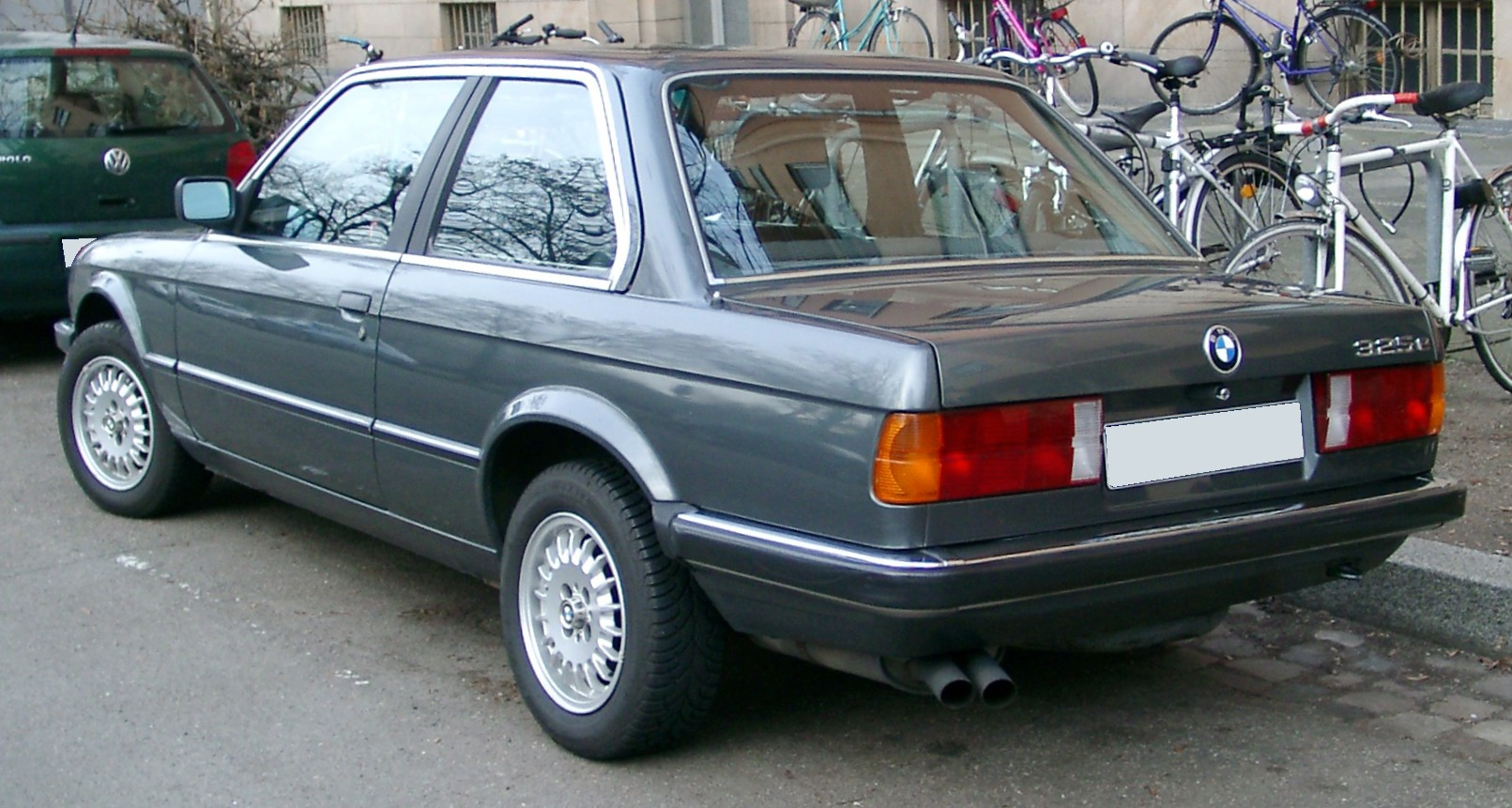
2代目 3シリーズ E30
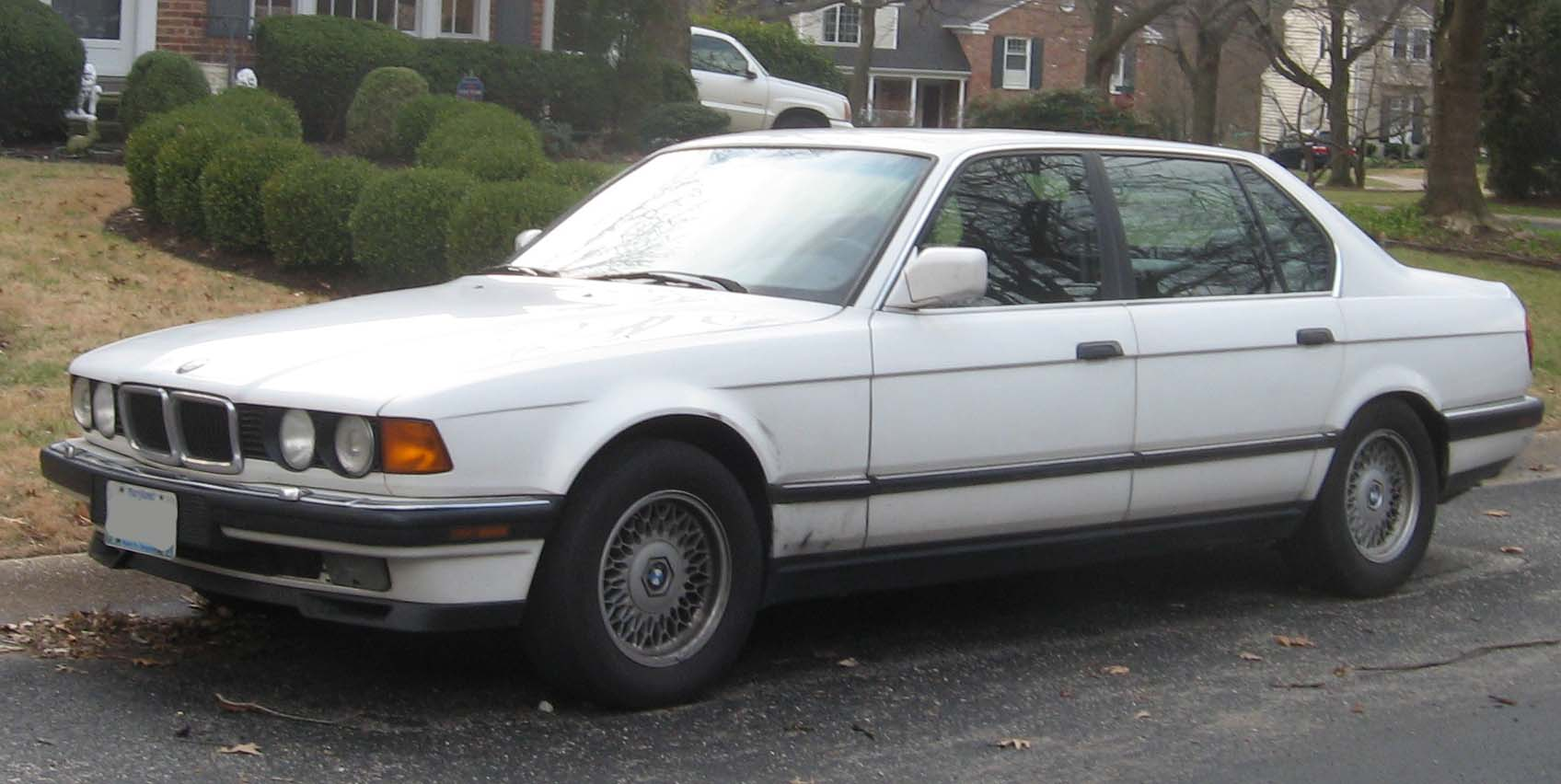
2代目 7シリーズ E32
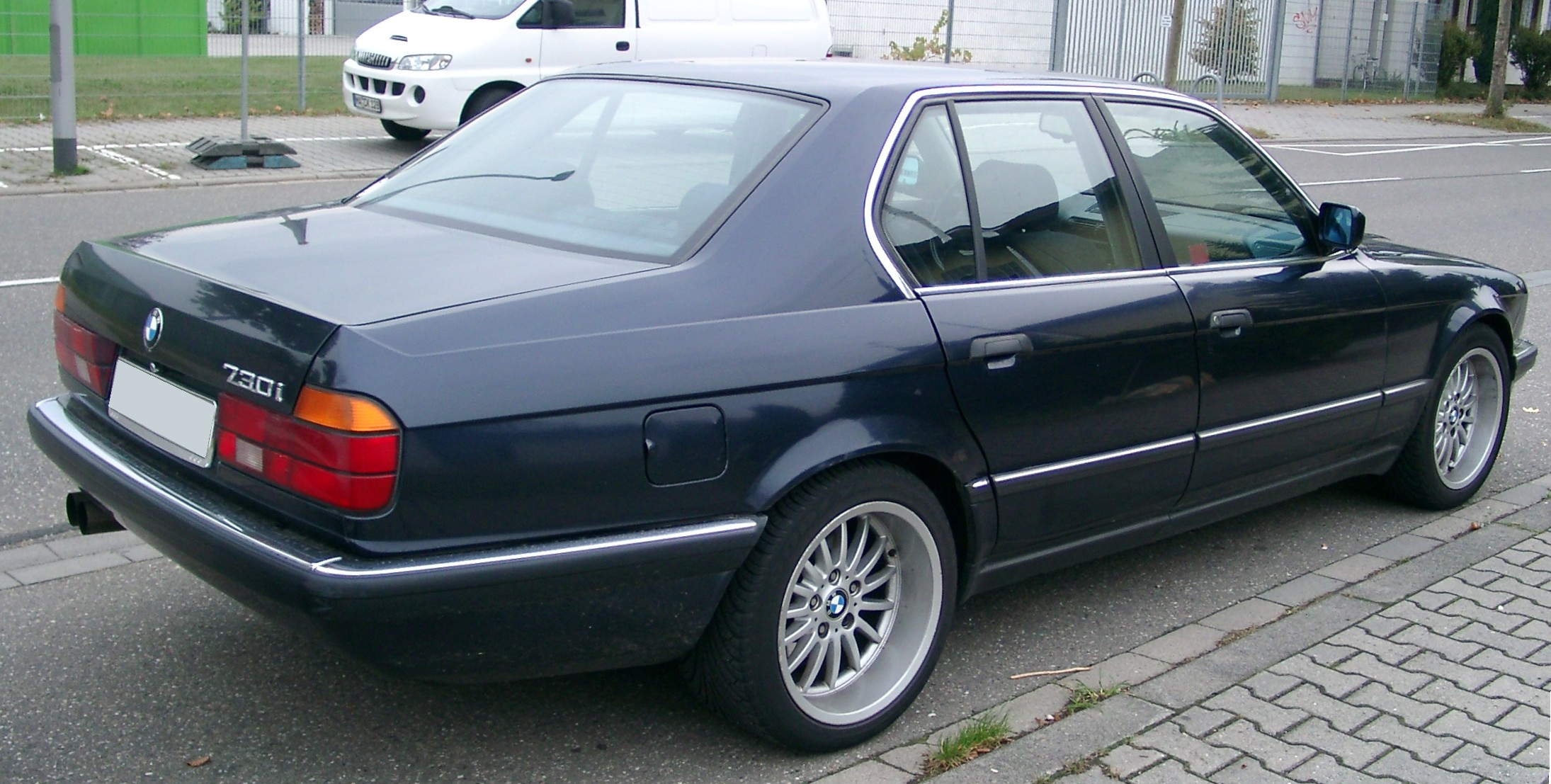
2代目 7シリーズ E32